# Cellar door

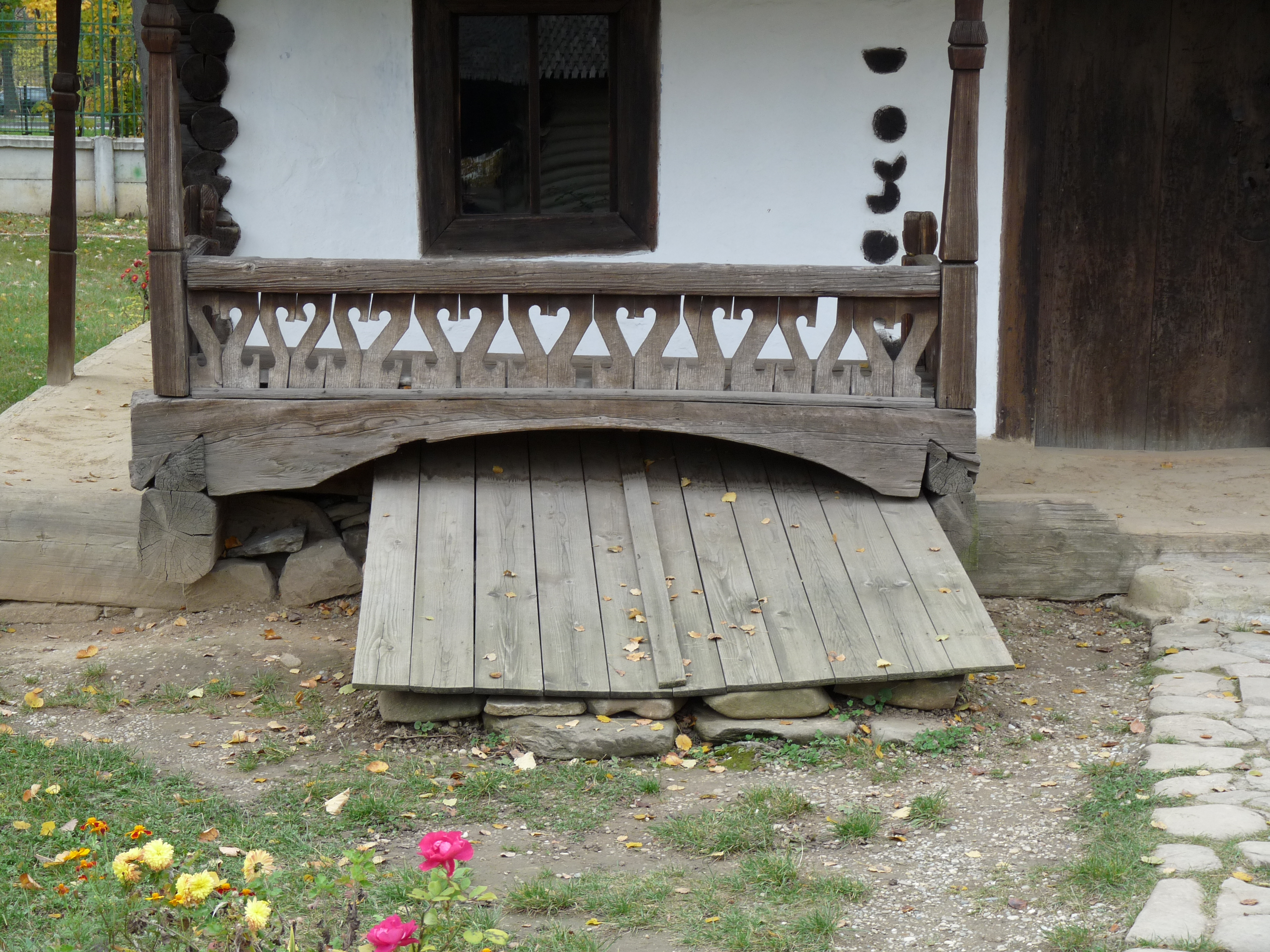
Uma porta de adega (cellar door) em uma antiga fazenda romena.

Em inglês, cellar door ("porta de adega") é um famoso substantivo composto característico por sua eufonia (especialmente em sua pronúncia britânica [sɛləˈdɔː]). É considerado por vários autores — sejam eles naturais de países que falam a língua ou estrangeiros — como o maior exemplo de beleza sonora entre frases ou palavras na língua inglesa, sem levar em conta a semântica. O autor original dessa atribuição é desconhecido, embora se saiba que a beleza sonora de cellar door já é observada desde o início do século XX.

## Cultura popular
J. R. R. Tolkien declarou no seu ensaio English and Welsh que a sonoridade de cellar door é mais bonita que o céu.
A frase também aparece em uma cena do filme americano Donnie Darko, numa conversa entre o protagonista (Jake Gyllenhaal) e sua professora de literatura (Drew Barrymore). O diretor e roteirista do filme, Richard Kelly, declarou que sua inspiração foi a suposta adoração de Edgar Allan Poe pela frase.
Cellar door também aparece num sketch do grupo de comédia inglês Monty Python, no qual várias palavras são classificadas de acordo com sua sonoridade.
O cantor-compositor canadense Neil Young tem essa expressão no primeiro verso de sua famosa canção "The needle and the damage done": 
"I caught you knocking at my cellar door". 
O músico tem ainda um álbum ao vivo chamado Live At The Cellar Door.  